# Węzeł knagowy

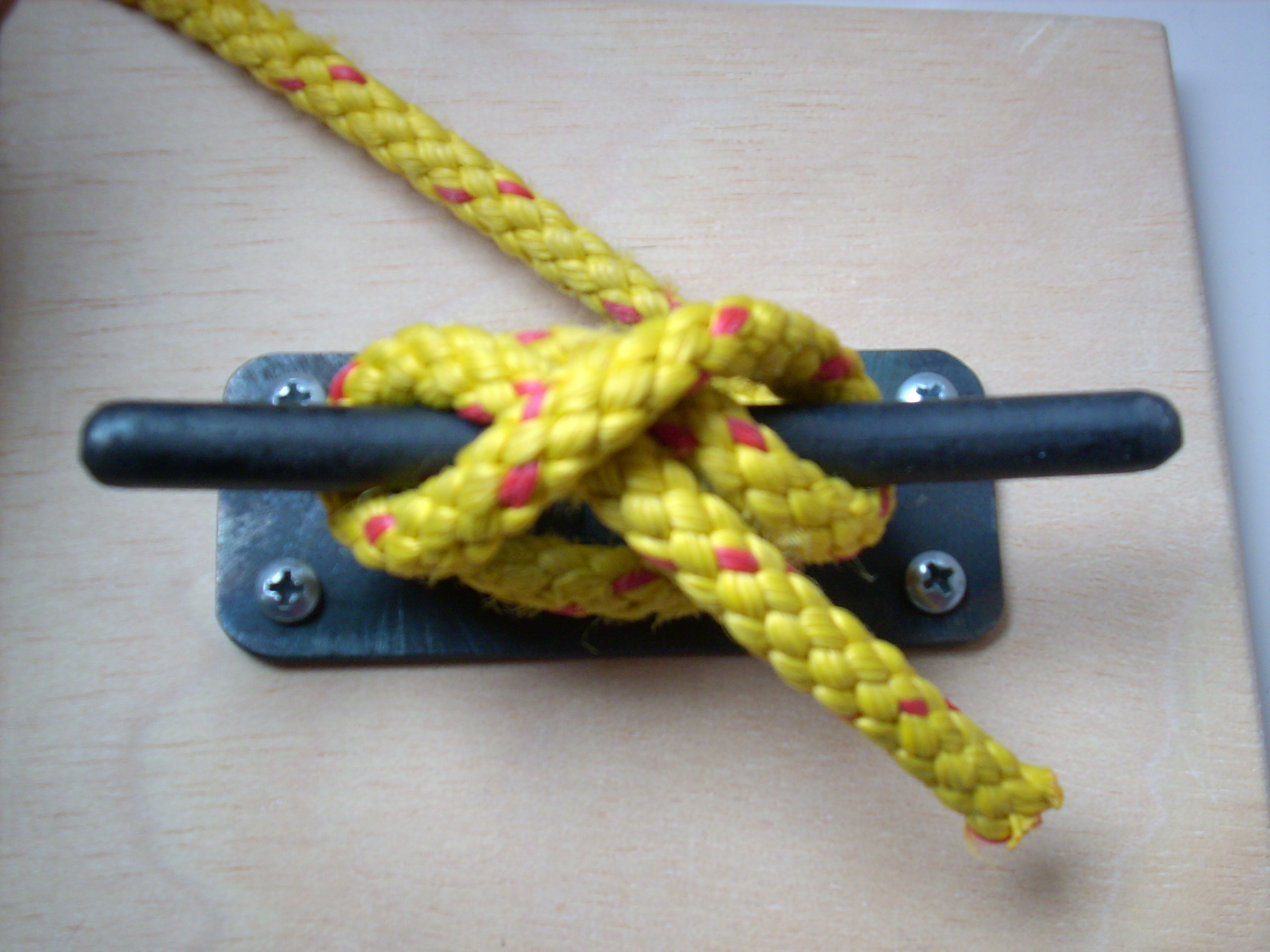
Węzeł na knadze

Węzeł knagowy – węzeł stosowany w żeglarstwie, wiązany na knadze oraz na naglu wetkniętym w nagielbank.
Węzeł ten służy do zamocowania lin olinowania ruchomego i półstałego oraz do cumowania, o ile na jachcie zastosowano knagi cumownicze.
Sposób wiązania: najpierw obkłada się wokół knagi linę, potem jeden raz na skos, następnie do połowy na skos, robi się pętlę, obraca się ją tak, by wolny koniec liny znalazł się pod spodem i zakłada się na knagę, tak jakby lina miała być dalej obwiązywana na skos, po czym się zaciąga.
Sposób wiązania węzła przedstawiają rysunki:

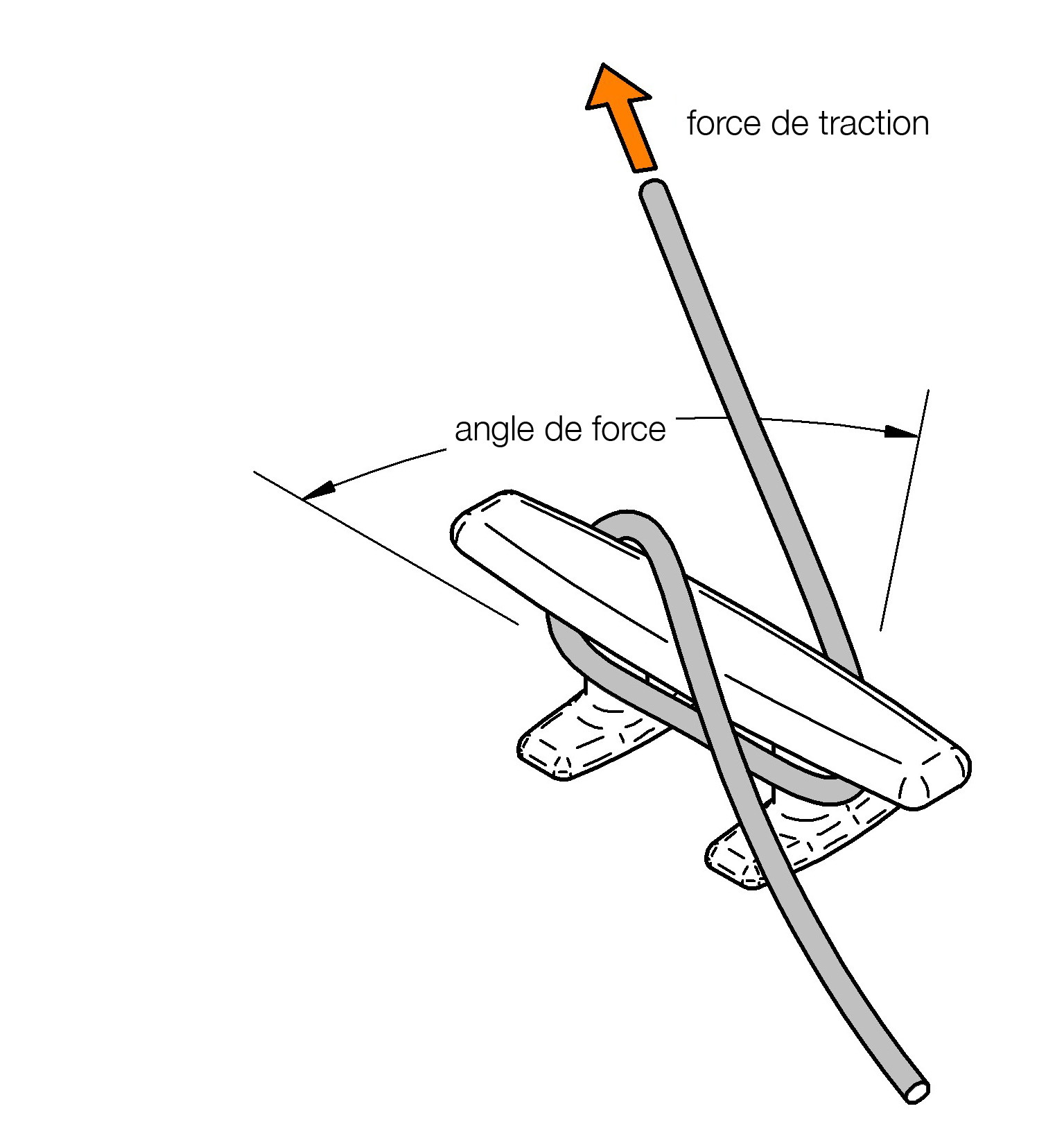
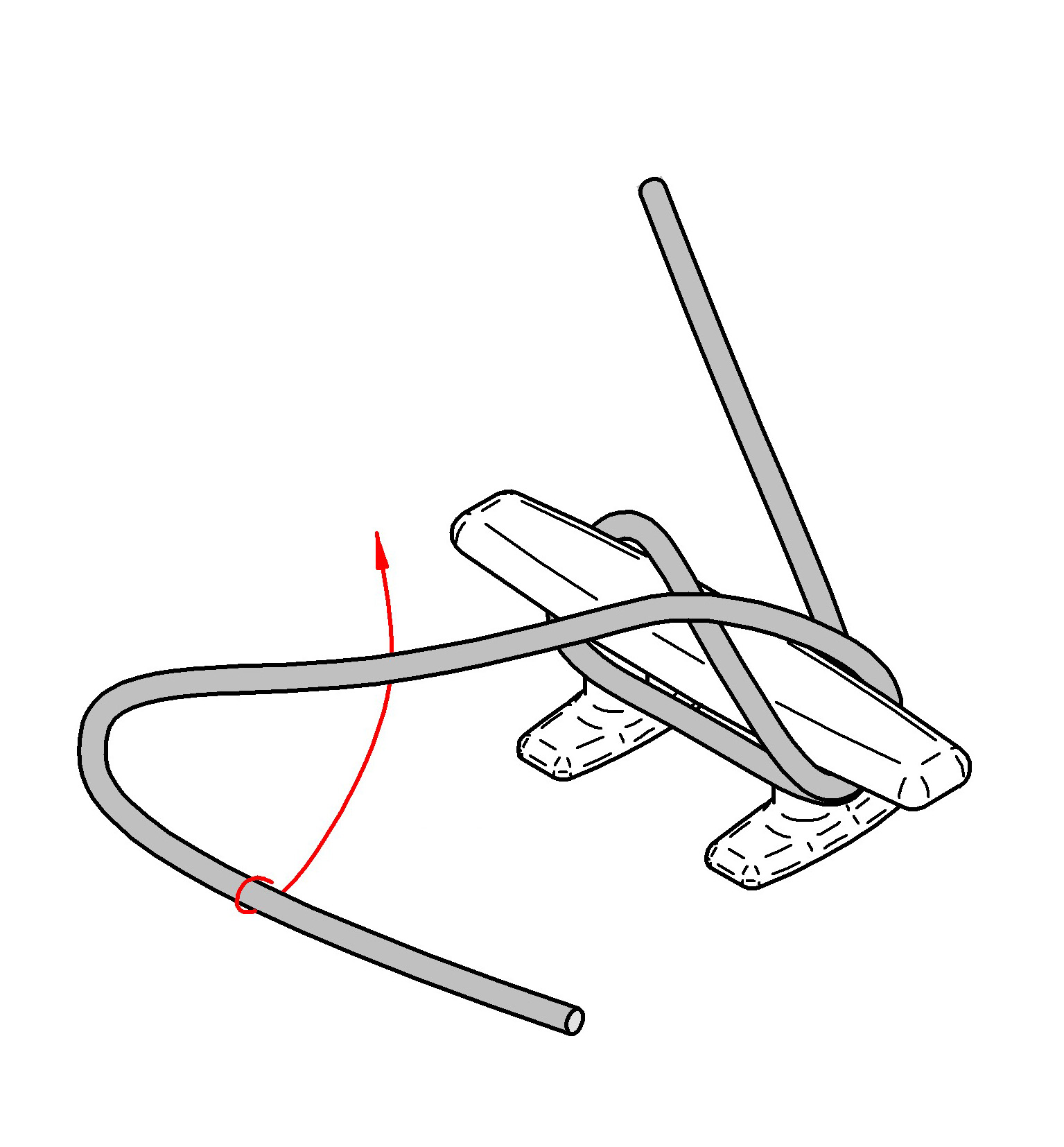
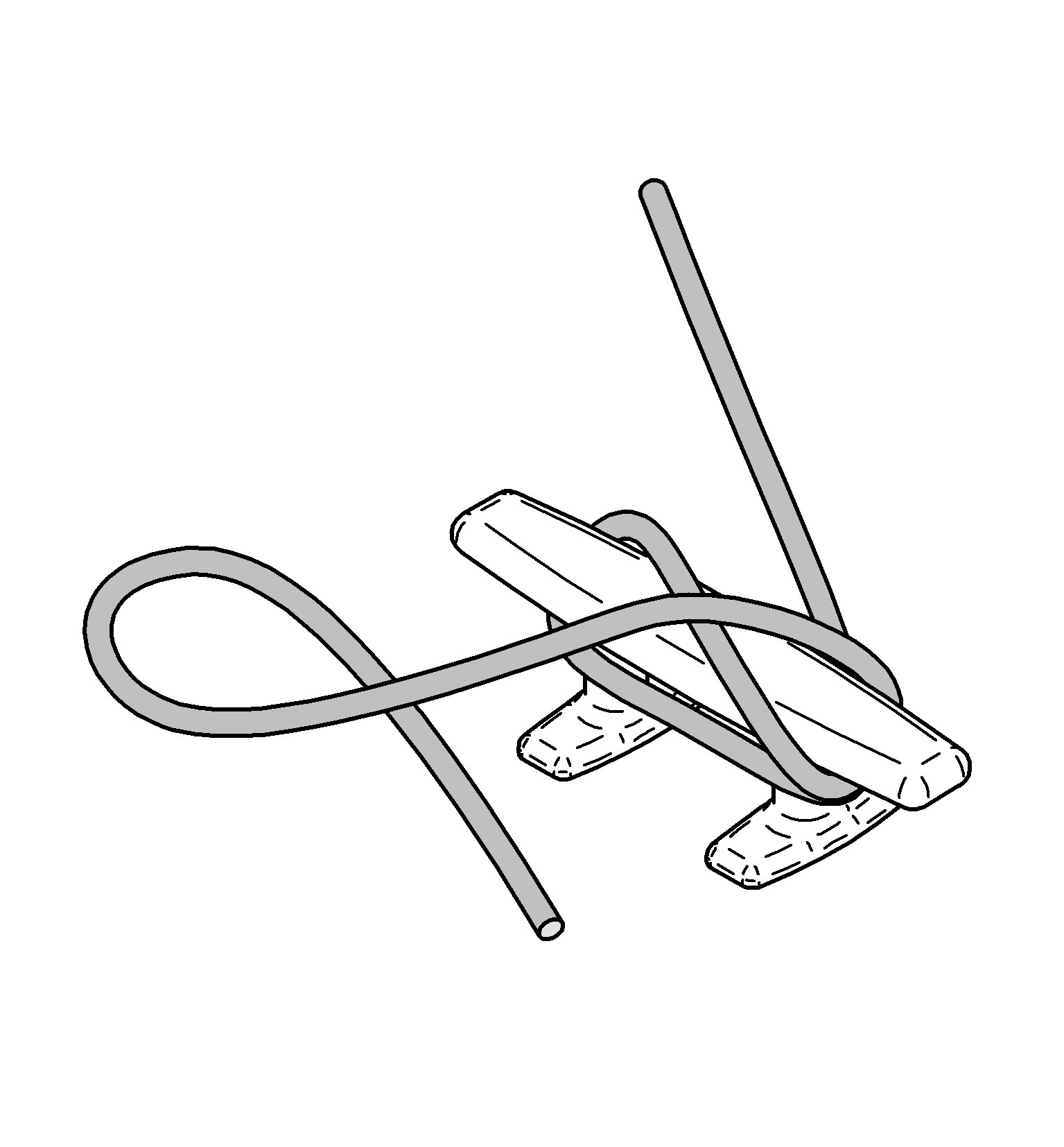
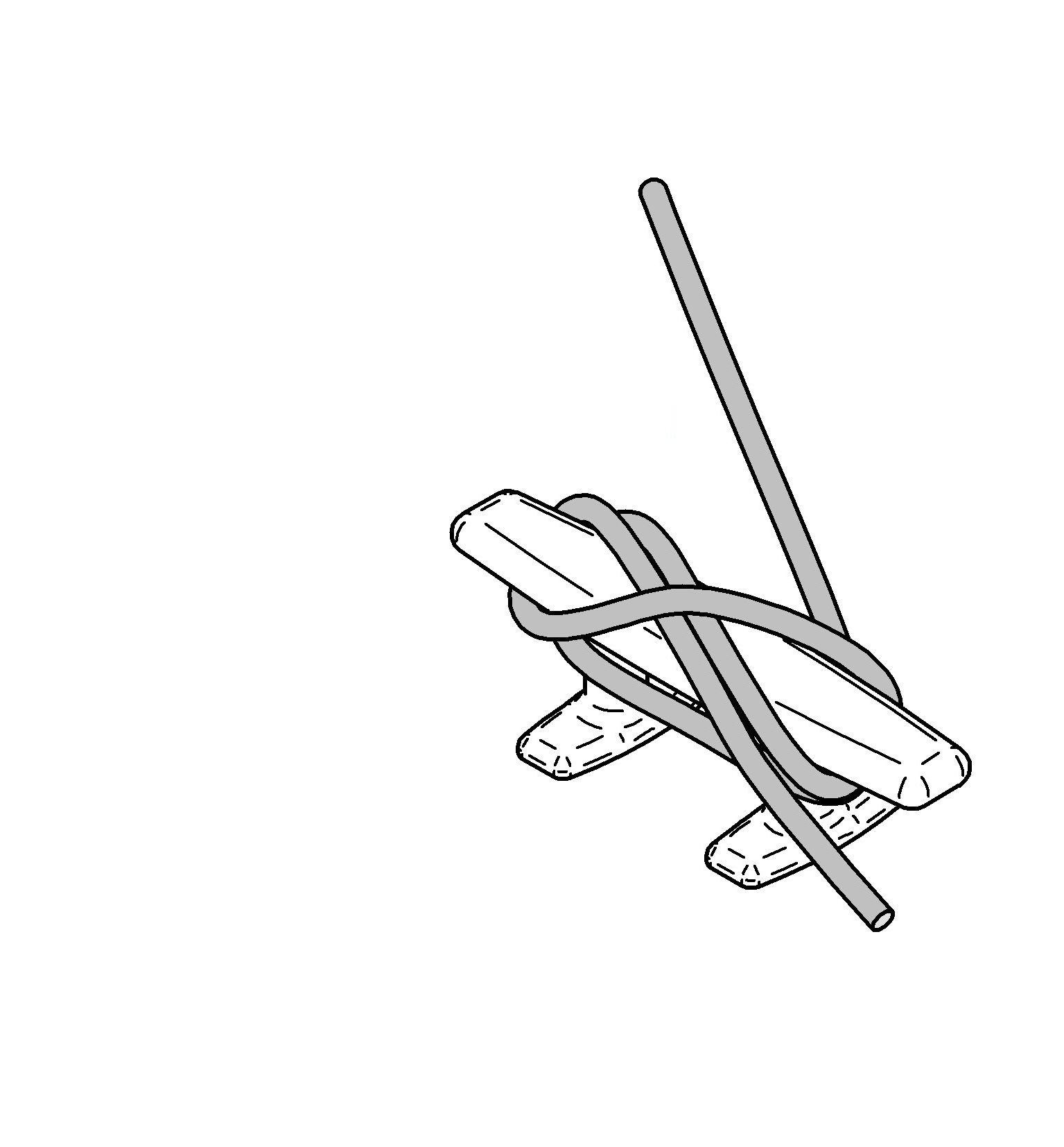